# 炫境
《炫境》是常思思推出的迷你專輯，該迷你專輯收錄《炫境》和《水母》兩首歌曲。這兩首歌都沒有歌詞。其中的《炫境》唱詞基本只有“哈～”跟“啊～”，在当时甚至还有人模仿并翻唱

## 引用来源
1. ↑  . 中国新闻网.   [2021-04-21]. （原始内容存档于2021-04-21）.